# Día de Internet más Seguro
El Día de Internet más Seguro es una jornada conmemorativa que se celebra anualmente el segundo martes de febrero desde 2004, establecido por la Comisión Europea en ese mismo año.

## Proclamación
El origen de esta conmemoración se remonta a 2004 como parte del proyecto SafeBorders de la Unión Europea.Posteriormente, el Día de Internet más seguro fue adoptado por la red Insafe,esta es una red europea de Centros de Internet Seguro (SIC). Estos centros se dedican a implementar campañas de concienciación y educación, operar líneas de ayuda y colaborar directamnete con los jóvenes para promover un uso más seguro de Internet.

## Celebración
La celebración del Día de Internet más Seguro ocurre el segundo martes de febrero de cada año. El objetivo es promover un "uso responsable, respetuoso, crítico y creativo" de las tecnologías en línea. Desde su instauración, el alcance del evento se ha expandido a nivel global, siendo conmemorado en más de 200 países.
Cada año, se selecciona un tema específico que sirve de enfoque para reflexionar sobre la creación de un entorno de Internet más seguro, con especial atención en niños y adolescentes. Paralelamente, se proporciona un mapa global que incluye iniciativas y recursos formativos destinados a profesores, familias y jóvenes.

## Temas
El Día de Internet más seguro reúne una variedad de enfoques globales que destacan la importancia de la seguridad, la ética y la responsabilidad colectiva en el uso de la tecnología digital.  